# Stasimopus nanus
Stasimopus nanus är en spindelart som beskrevs av Tucker 1917. Stasimopus nanus ingår i släktet Stasimopus och familjen Ctenizidae. Inga underarter finns listade i Catalogue of Life.